# Il trionfo di Maciste
Il trionfo di Maciste è un film del 1961 diretto da Tanio Boccia.

## Trama
La perfida Tenefi ha usurpato il trono di Menfi, e ora regna sulla città con metodi violenti e disumani, costringendo la popolazione al culto di un dio falso e sanguinario e facendo razziare le fanciulle gettandole ai mostruosi uomini yuri, che le sacrificano al dio del fuoco. I cittadini convocano Maciste per chiedergli aiuto nel cercare di riportare la giustizia e la pace nella città. Il muscoloso eroe accetta di aiutare la popolazione e dopo aver combattuto contro i soldati di Tenefi e mostri ubbidienti alla regina, riesce a ripristinare il vecchio sovrano e a cacciare per sempre la malvagia Tenefi.